# محمد ملا كريم

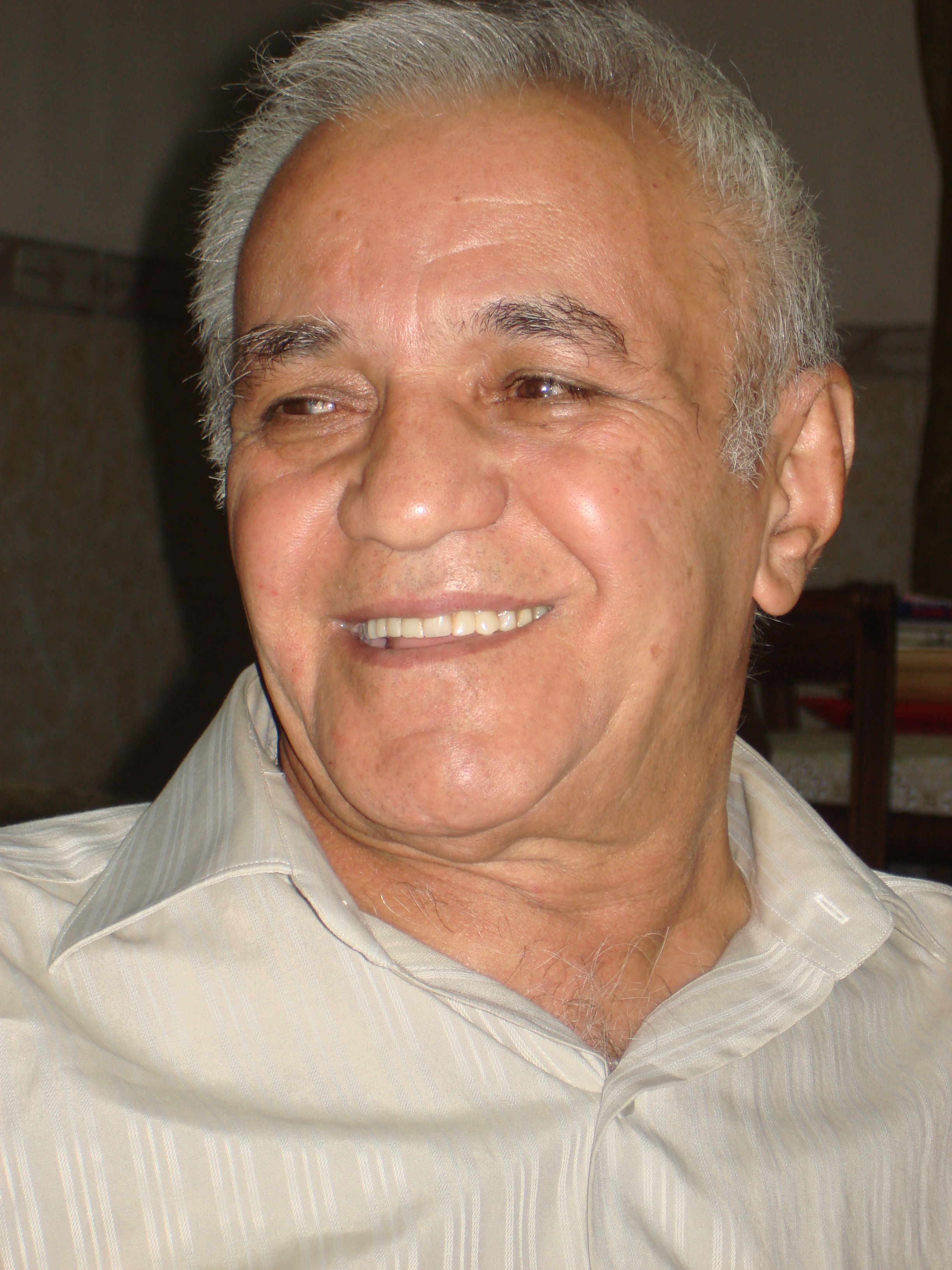

العلامة محمد الملا عبد الكريم المدرس ، مفكر و باحث وأديب وسياسي كردي، وهو ابن العالم الديني ومفتي العراق الأسبق العلامة الشيخ عبد الكريم المدرس.

## السيرة
اسمه محمد الملا عبدالكريم المدرس، ولد في مدينة بيارة التابعة لمحافظة حلبجة بتاريخ 14 آب 1931م. أكمل دراسة القرآن الكريم في مدرسة خانقاه بيارة، ودرس اللغة العربية و الفارسية في الحجرة الدينية على يد أبيه العلامة المدرس , كما درس العلوم العقلية والنقلية والأدبية وعلوم الآلة عليه . عاش في بيارة حتى سنة 1952 ثم ارتحل مع أبيه إلى مدينة السليمانية على إثر خلافات فكرية وسياسية مع المحيط الديني السائد إذ ذاك نتيجة لتأثره بأفكار الشيخ محمد عبده و السيد جمال الدين الأفغاني التجديدية التي كانت تصدم الواقع العام يومها . عمل منذ شبابه في الصحافة، الكردية والعربية، و نشرَ العديد من المقالات والأشعار في الصحف العربية والكردية كصحيفة بغداد، وصحيفة ژين وغيرها ، ومن قبل ذلك نشرَ مجلة دينية سياسية في مدينة بيارة باسم (العروة الوثقى ) تيمنا وتأثراً بالمجلة التي كان يصدرها الأفغاني وتلميذه محمد عبده . ربطته وشيجة صداقة حميمة بالشاعر الكردي الكبير عبدالله غوران. وتعرف من خلاله على الأدبيات الشيوعية وأصبح عضواً نشيطاً في الحزب الشيوعي عام 1953.
ولأجل خبرته الأدبية وطول باعه اللغوي وتمكنه من أكثر من لغة استطاع أن يراجع ديوان شيرين وخسرو للشاعر خانا قبادي، الذي يتكون من 5526 بيتاً شِعرياً تقريباً والتي كتبت بـاللهجة الهورامية، وقد لاقى الديوان شهرة واسعة وأعيد طُبِعَه عامَ 1975 مِن قِبَلِ المجمع العلمي الكردي.
كما شرح وعلق على سائر دواوين أعمدة الشعر الكردي الكلاسيكية بمعية أبيه العلامة المدرس وأخيه الاستاذ فاتح المدرس والتي ظلت عصية على الفهم وطي النسيان دون تلك الشروحات ،كدواوين محوي ونالي ومولولي وسالم أخيرا والذي عمل عليه إلى سنتين من وفاته .
وكان أحد أعضاء المجمع العلمي العراقي والكردي . وقد ناهزت مؤلفاته واسهاماته الفكرية والأدبية الـ 100 كتاب في مجالات شتى وبأكثر من لغة
وقد ارداه المرض طريح الفراش في أواخر سنوات عمره ، وتوفي بسببه في مدينة السليمانية في صباحِ 12 مارس عام 2017، ودفن في مقبرة سيوان بجانب مقبرة الشاعر الكردي الكبير گوران.

## وصلات خارجية
- محمد ملا كريم: رجل في شجرة الكمثري الكلم (باسنيوز/بالكردية).